# Bernard Romain
Bernard Romain, pseudonyme de Bernard Margotton, né le 11 février 1944 à Roanne (Loire), est un peintre et sculpteur français.
Il est notamment l'auteur d'une installation sur la plus haute falaise calcaire d'Europe au Tréport en Normandie pour commémorer le bicentenaire de la Révolution en 1989. Il est également l'auteur de la statue de L'Unité dans la paix de la Commission européenne à Bruxelles en 2003.

## Biographie
Bernard Margotton est né dans une famille d'artistes. Son père René Margotton, un peintre de l'École de Paris, fut l'élève de Fernand Léger. Il prend rapidement le pseudonyme de Bernard Romain. Il arrive en 1945 à Paris et fréquente grâce à son père les artistes et les expositions de Montparnasse. Il étudie les arts graphiques et plastiques à Sèvres, puis étudie à la faculté d'arts plastiques de Paris-Sorbonne. Depuis 1970, il se consacre aux expositions de peinture et de sculpture. En 2000, il s'installe à Tenerife, où il restera pendant près de 10 ans après la création de la façade du musée du Pêcheur et la Ruta del Arte de Santiago del Teide.

### Technique
Bernard Romain pratique les techniques de peinture à l'huile ou acrylique en fonction du matériau utilisé. Dans ses peintures, il utilise la technique du dripping à la verticale sur la toile. Cette technique lui permet de ne pas être limité dans l'espace. La taille de ses œuvres varie de la peinture de chevalet aux grands formats mixtes mêlant peinture et sculpture, façades de bâtiments historiques, land art ou installation. Pluridisciplinaire, il travaille également le bronze, le bois, la pierre, la résine, avec des formes courbes inspirées à la fois du corps humain et de la nature.

### Les grandes œuvres symboliques
En 1989, pour le bicentenaire de la Révolution française sous la présidence de François Mitterrand, lors d'une promenade le long des falaises de Normandie, il a l'idée d'utiliser cette paroi crayeuse blanche comme un immense tableau et de la recouvrir d'un monumental filet de pêche aux couleurs de la France, mentionné comme étant « le plus grand drapeau dans le monde » par le Livre Guinness des records dans son édition de 1991. Dans le filet sont cousus des drapeaux bleus et rouges de teintes différentes qui se déplacent, au gré des courants ascendants et descendants, symbolisant les différentes idées révolutionnaires. L’œuvre hautement symbolique restera un an sur la falaise du Tréport en Normandie. Elle se rapproche de la l'art cinétique. C'est la « prise » d'un territoire dont le « blanc » calcaire symbolise la monarchie.

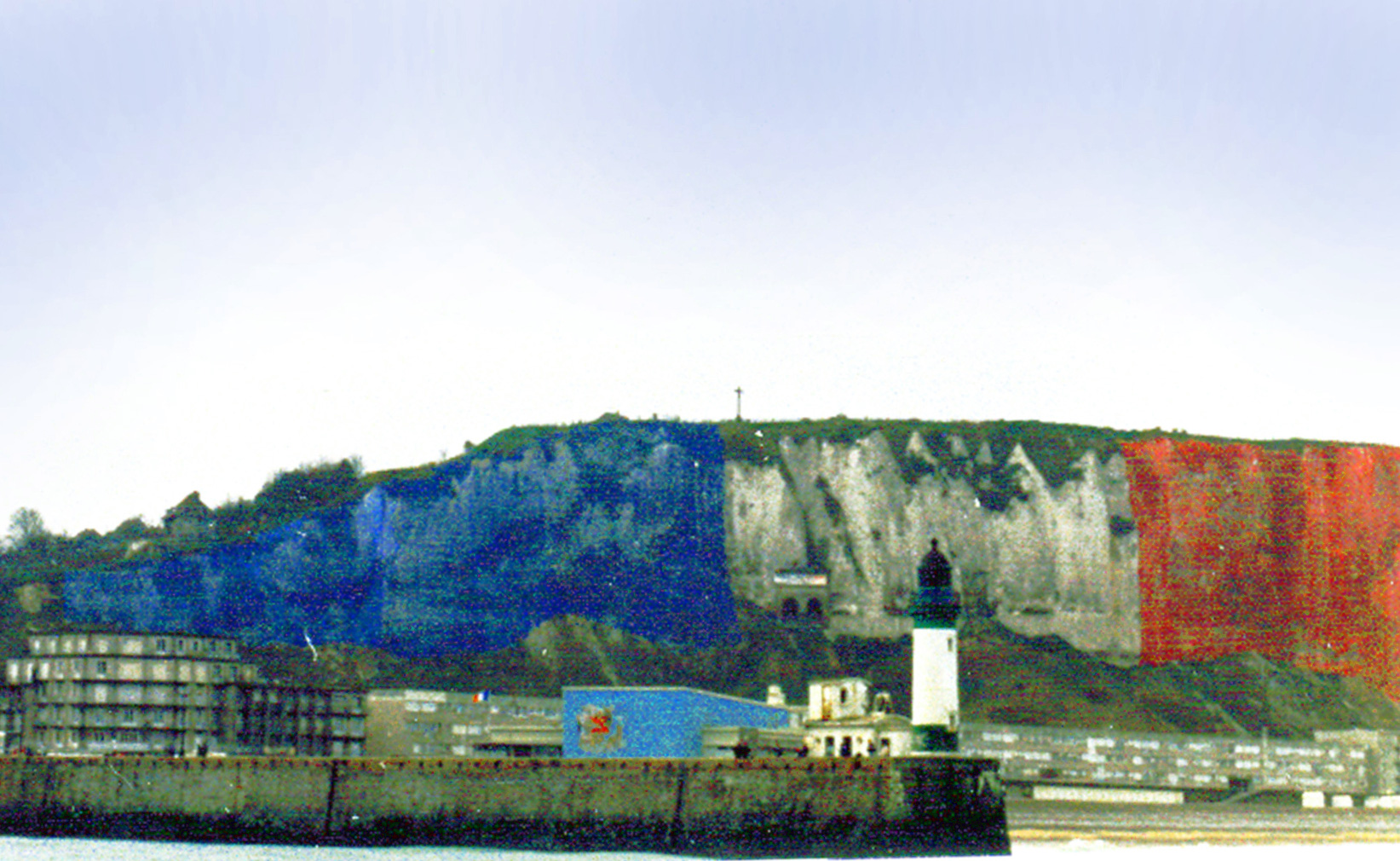
Installation tricolore sur la falaise du Tréport en Normandie (1989).

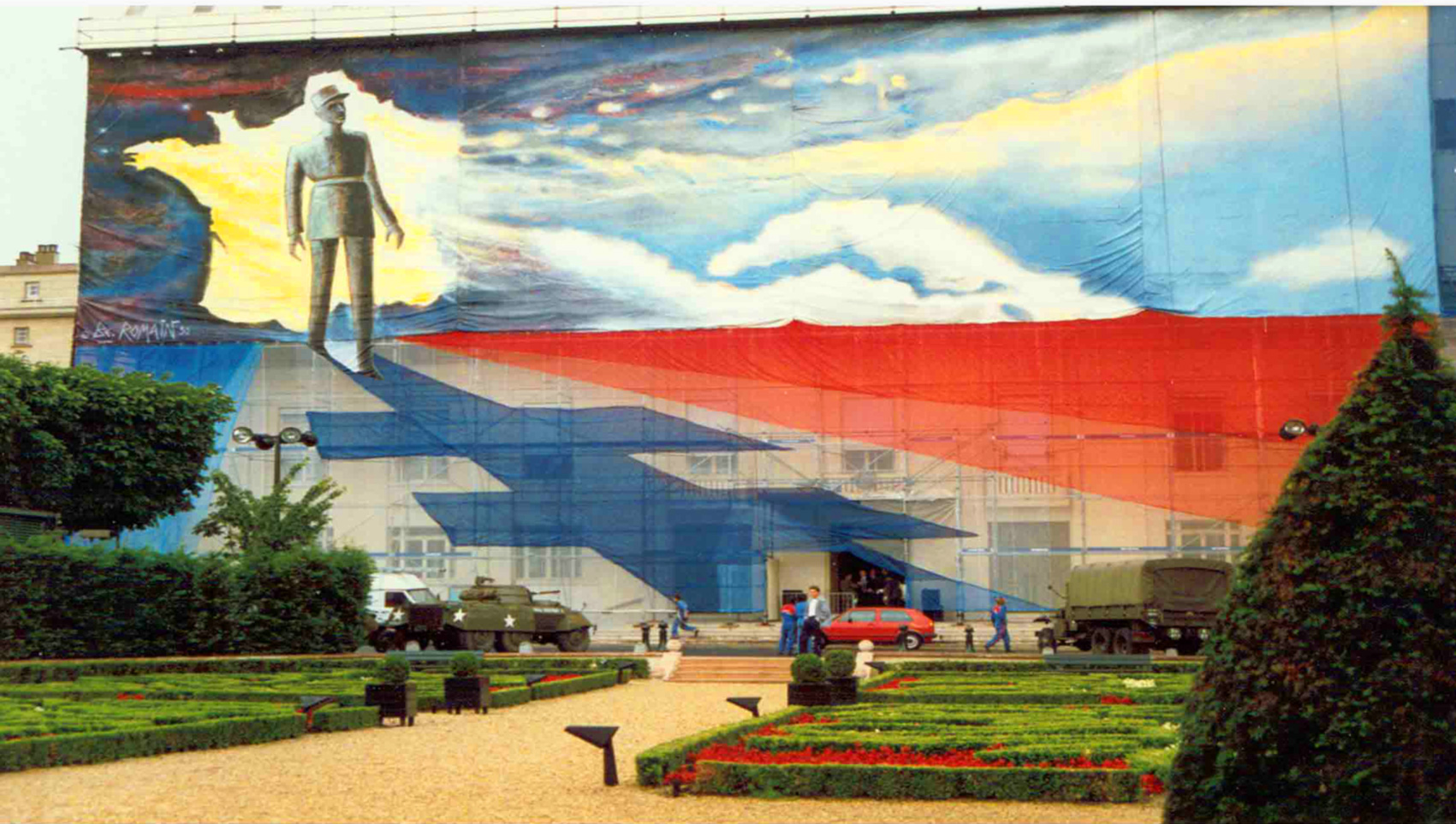
L'Appel (1990), mairie de Saint-Mandé, peinture sur bâche commémorant l'année De Gaulle.

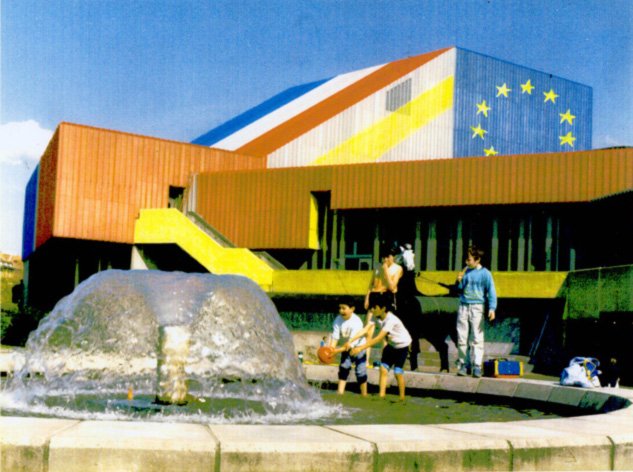
Théâtre de Karlsruhe en1989. Rencontres européennes de la Culture

Cette même année, il habille de couleurs le théâtre en béton de Karlsruhe à l'occasion des Rencontres européennes de la culture en Allemagne.
Lors de l'année De Gaulle, en 1990, la Ville de Saint-Mandé lui commande L'Appel, une bâche couvrant la façade de la mairie pour commémorer l'appel du 18 juin 1940. La tête du général mesure plus de 2 m, sa silhouette émerge d'un trou de lumière en forme de France (l'espoir) sur un ciel sombre (les années d'occupation). Des étoiles et des empreintes de pas sont peintes à travers la ville pour attirer l'attention des citoyens.
Près de Tancarville, en Normandie, il compose Le Souffle de la terre à Saint-Romain-de-Colbosc, recouvrant un bâtiment public en détournant des matériaux industriels en œuvres d'art à la manière du ready-made.
Né pendant la Seconde Guerre mondiale, Bernard Romain demeure préoccupé par l'Union d'une Europe finalement pacifiée.

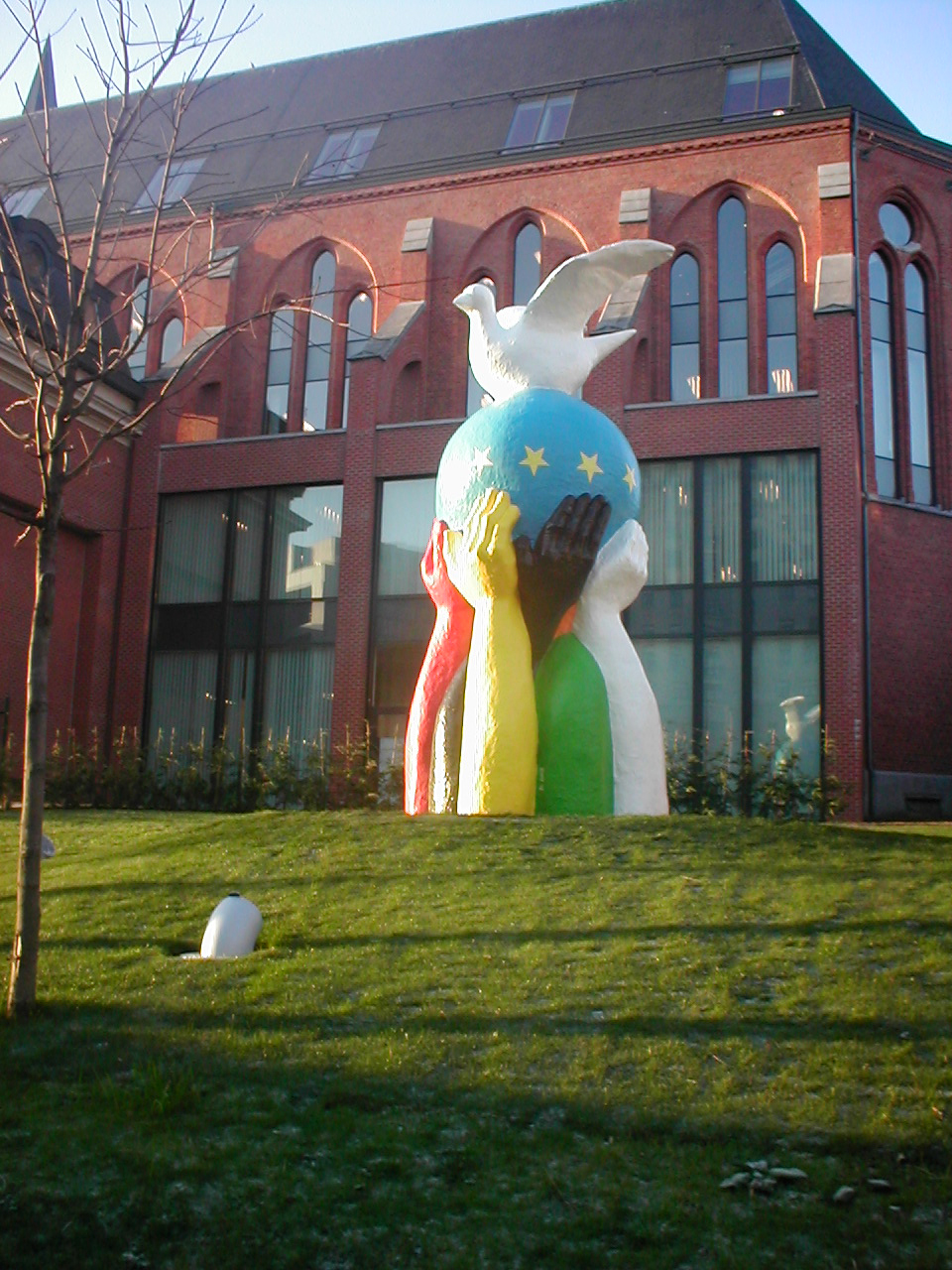
L'Unité dans la paix (2003), Bruxelles, jardin Van Maerlant.

Après un incident dans son atelier parisien où il avait temporairement perdu la vue, il s'intéresse à ce handicap, monte un atelier avec des déficients visuels et conçoit un monument pour l'Union européenne. Il présente cette œuvre dédiée à l'Europe, L'Unité dans la paix, à la Commission européenne. Elle a été inaugurée sous la présidence de Romano Prodi par la commissaire de la Culture Viviane Reding, le vice-président de la Commission européenne Neil Kinnock et fut placée au cœur du quartier européen de Bruxelles en 2003, une année consacrée aux personnes handicapées et à l'élargissement de l'Union à l'est.
L'Unité dans la paix porte un message universel de fraternité, de tolérance et d'espoir. Elle a été modelée, poncée et peinte par des enfants malvoyants de nombreux pays, sous la direction de l'artiste. Bernard Romain a voulu montrer que le handicap n'est pas un facteur d'exclusion. Élaborée en résine de polyester, elle a une hauteur de plus de 5 m et pèse plus de 800 kg. Ce monument est situé dans le jardin Van Maerlant, en face de la place Jean Rey à Bruxelles. Cette œuvre colorée qui véhicule un message de paix est composée de bras entrelacés symbolisant la tresse, l'union des différentes ethnies, mais aussi des différents drapeaux de la Communauté européenne. Elle fait partie des symboles européens et des lieux de mémoire de Bruxelles. Elle est également répertoriée dans les monuments pour la Paix à travers le Monde.

### La période des îles Canaries

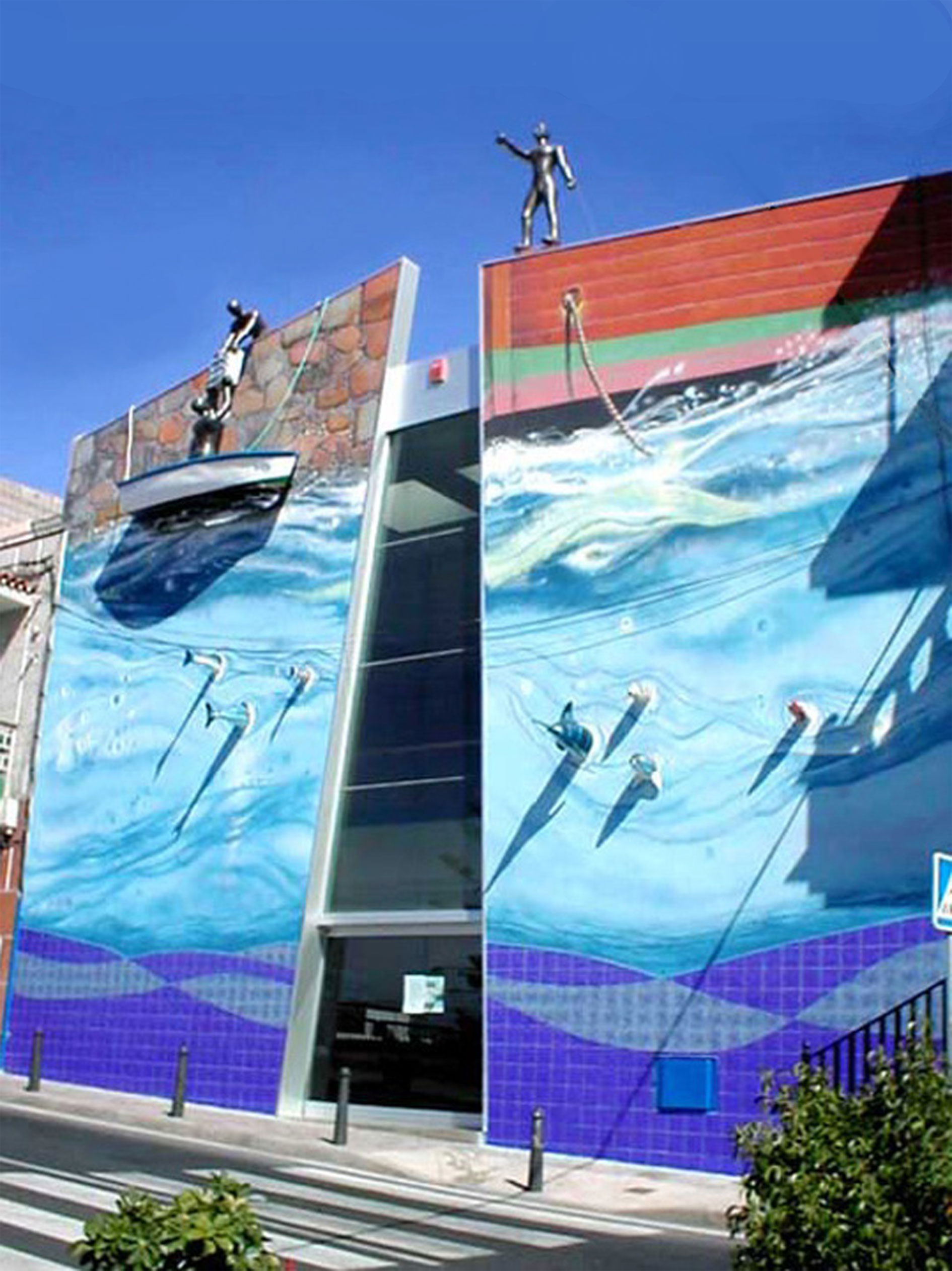
Musée de la Pêche à Tenerife.

En arrivant à Tenerife au cours de l'année 2000, Bernard Romain se lie d'amitié avec le maire de Santiago del Teide Pancracio Socas, qui en 2001 lui commande la décoration de la façade du Museo del Pescador (musée de la Pêche), un vaste ensemble de peinture murale et de sculpture en hommage aux pêcheurs. Puis, sous le mandat du nouveau maire Juan Gorrín, il peint la Route de l'art sur le clocher de l'église et les maisons les plus anciennes de Santiago del Teide. Cet ensemble est lié aux sept îles : Tenerife, La Gomera, El Hierro, La Palma, Grande Canarie, Lanzarote (île de César Manrique). Il va résider à Icod de los Vinos, où il installe son atelier. Il y prépare de nombreuses expositions dans toute l'Europe, les îles et l'Espagne. C'est pour lui l'occasion de nouer des amitiés avec de nombreuses personnalités, artistes, poètes et écrivains.
Lors d'un retour à Ténérife en juillet 2019 pour restaurer son œuvre ornant la façade du musée de la Pêche, il est nommé ambassadeur de Ténérife par le président du Cabildo insulaire Carlos Alonso Rodriguez.

### Le musée Bernard Romain
Le 6 octobre 2010, à la Casa Senorio del Valle (centre des visiteurs « Volcan Chinyero ») de Santiago del Teide, est inauguré le musée Bernard Romain, qui expose une série d'œuvres consacrées aux Canaries  

### Retour en France
L'artiste revient en France en 2010 et s'installe à Perpignan. Après plusieurs expositions, il est intronisé à l'Institut du Grenat

Il réalise ensuite une réplique de L'Unité dans la paix à Pollestres dans les Pyrénées-Orientales, inaugurée le 8 octobre 2016 par Michèle Alliot-Marie.

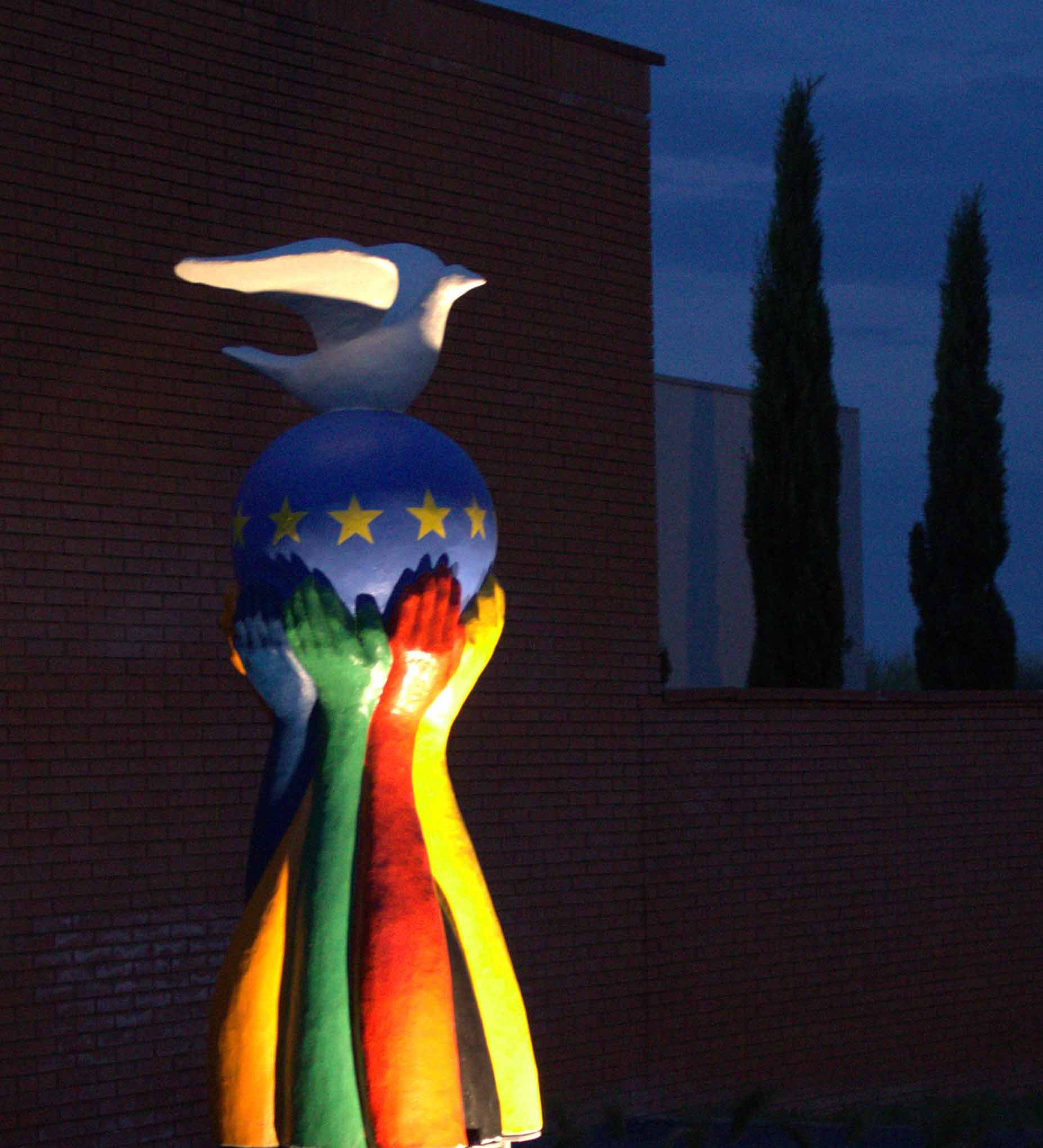
Réplique Statue de l'Europe Pollestres Pyrénées Orientales

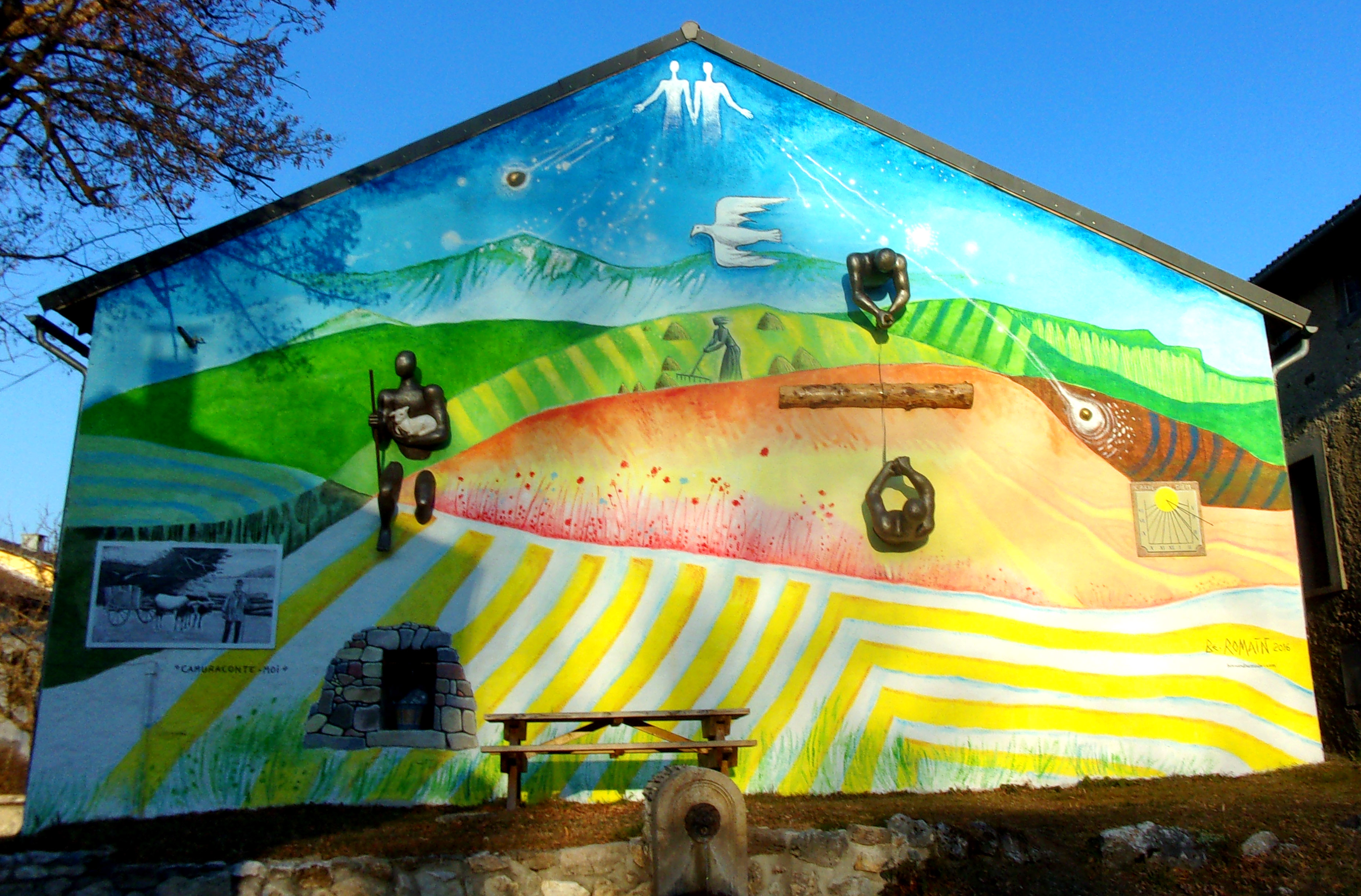
Camuraconte-moi (2016), Camurac.

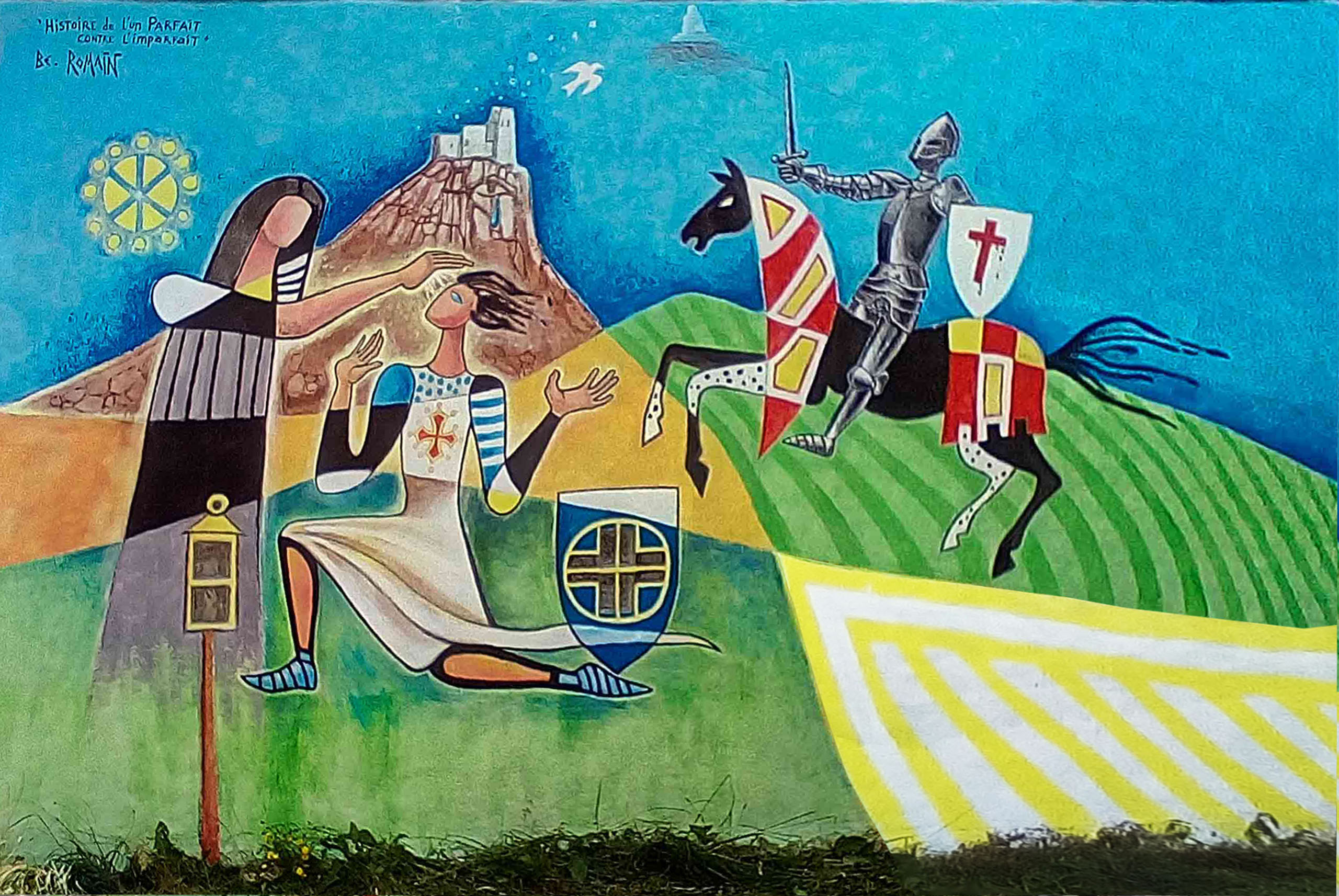
Histoire de l'un Parfait contre l'imparfait (2017), Camurac.

Admiratif des paysages et de l'authenticité du village de Camurac dans l'Aude, il décide d'y installer sa résidence et son atelier. Le maire de la commune Bernard Vaquié, avec lequel il entretient des liens d'amitié, l’accueille chaleureusement. Afin de remercier son village d'adoption, il crée en 2016 au cœur du village une peinture murale avec des reliefs, Camuraconte-moi, en hommage au patrimoine et à l'histoire du lieu.
En 2017, il peint une deuxième peinture murale sur le thème des Cathares à Camurac et le consolament intitulée Histoire de l'un Parfait contre l'imparfait.
2023 - Réalisation d'une fresque géante à l'entrée du village de Belvis: Fresque historique allégorique sur l'histoire du catharisme en Occitanie (région administrative) .

## Salons
- Grand Palais des Champs-Élysées.
- Salon d'automne.
- Salon des indépendants.
- Salon des artistes français.
- Salon de la Société nationale des beaux-arts.
- Salon Figuration Critique.
- Salon des Hauts-de-Seine.

## Expositions
- 1977 : galerie Trigeme, quartier Beaubourg à Paris.
- 1978 : Le Mans.
- 1979 : La Roche-sur-Yon.
- 1982 : galerie Gautier, Épernay ; galerie du Cercle, Paris.
- 1983 : mairie du 3e arrondissement de Paris.
- 1984 : aéroport d'Orly ; hôtel Negresco, Nice.
- 1987 : galerie Phœbus, Aix en Provence.
- 1988 : Salon du Lys, Melun.
- 1991 : Val Galerie, Béthune ; Marché international de l'Art (MAI), Le Touquet-Paris-Plage.
- 1992 : galerie Romeny, Tarbes.
- 2006 : rétrospective à Santiago del Teide dans le musée de la Pêche, Tenerife (Îles Canaries).
- 2008 : La Gomera (Canaries), musée Javier de la Rosa, hommage à Nestor de la Torre à Grande Canarie, Tenerife Lyceo Taoro de La Orotava.
- 2009 : Global Art, galerie d'art de Madrid.

## Distinction
- Chevalier des Arts et Lettres.
- Juillet 2019 Bernard Romain nommé ambassadeur à Ténérife par le président Rodriguez[16]

## Récompenses
- Prix international de la mairie de Neuilly-sur-Marne.
- Prix Atelier de l'Île-de-France.
- Prix du Salon du Thouet.
- Prix de la Ville de Colombes.
- 1985 : prix de la Ville de Paris.
- 1986 : invité d'honneur de la Ville de Vanves.
- 1987 : invité d'honneur par Fiat pour le lancement de la Fiat Uno.
- 1987 : grand prix des Arts plastiques, sélection nationale pour sa sculpture Liberté.
- 2010 : diplôme de l'Académie internationale Partenope Federico II (Italie).